# 崔三淑
崔三淑（1951年6月15日—），朝鮮女演员、歌唱家。
崔三淑出生在开城，原是平壤纺织厂的一名女工，在该厂的艺术小组活动。1971年，在参加一次演出时被选入平壤电影乐团。不久后，担任歌剧《卖花姑娘》的主角，自此声名大躁。该剧被改编为同名的电影之后，又为电影演唱了主题曲。《金姬和银姬的命运》、《炮口的青年们》、《为了新一代》、《无名英雄》系列等众多电影的主题曲也都由她演唱。1975年2月，获得“功勋演员”荣誉。1982年4月，获得“人民演员”荣誉。
崔三淑在中国大陆有一定知名度，1972年《卖花姑娘》的中文译制片在中国大陆上映时大受欢迎，其演唱的主题曲也给中国观众留下了深刻印象。2009年9月4日，崔三淑率朝鲜电影乐团首次来中国北京，登台世纪剧院，演唱《卖花姑娘》的主题曲。
2016年4月，宁波柳京朝鲜饭店有13名朝鲜人脱逃，经泰国、老挝逃往韩国。之后，朝鲜官方在“我们民族之间”网站上刊登了这些脱北者家属的联名信，要求韩国释放这些人回家，崔三淑的名字赫然出现在家属名单中。据《朝鲜日报》报导称，韩国国家情报院发现，其中一名名叫“李恩京”的服务员的母亲崔三淑，其出生日期与家庭住址都与其所掌握的“人民演员崔三淑”的情报完全一致。